# Lorenzo Lucca
Lorenzo Lucca (* 10. September 2000 in Moncalieri) ist ein italienischer Fußballspieler, der als Leihspieler von Udinese Calcio bei der SSC Neapel unter Vertrag steht.

## Familie
Lorenzo Luccas Vater ist der frühere italienische Fußballer Federico Lucca.

## Karriere

### Vereine
Zur Saison 2022/23 wechselte Lorenzo Lucca per Leihe mit Kaufoption vom italienischen Zweitligisten Pisa Sporting Club zum amtierenden niederländischen Meister Ajax Amsterdam. Ajax zog die Kaufoption nicht und Lucca wechselte für die Saison 2023/24 von Pisa per Leihe zu Udinese Calcio. Im Sommer 2024 wurde er fest von Udinese verpflichtet und erhielt einen Vierjahresvertrag. Im Juli 2025 wurde er mit anschließender Kaufverpflichtung an die SSC Neapel verliehen.

### Nationalmannschaft
Am 7. September 2021 debütierte Lorenzo Lucca unter Paolo Nicolato in den Kader der italienischen U-21.
Im März 2024 wurde Lucca von Nationaltrainer Luciano Spalletti für die USA-Tour zum ersten Mal in die Italienische A-Nationalmannschaft berufen, blieb jedoch ohne Einsatz. Sein Debüt mit der Squadra Azzurra gab er erst am 14. Oktober 2024 beim 4:1-Sieg gegen Israel.